# Бунда
Бу́нда (угор. bunda)  — це короткий плечовий верхній одяг (без пояса) з кожушини без рукавів, простіший варіант кептаря.

## Опис

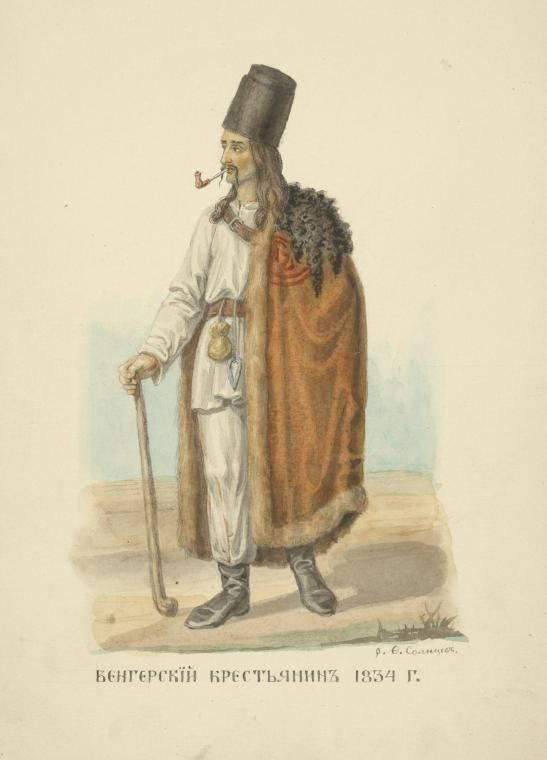
Угорська бунда 1834

Бунда була або взагалі без коміра або мала невисокий комір-стійку навколо шийного отвору. Мала вона також два отвори для рук. Лівий бік утворювали фалдою кожушини або зшивали, а правий був вільним та зав'язувався ремінцями. такі бунди носили в наприкінці XIX ст. на Буковині, а також часом гуцули та зрідка бойки. Удосконалений варіант бунди був зшитий з двох боків, з комірцем-стійкою та розрізом спереду. Одяг подібного крою відомий як «кептар», його носило все українське населення Карпат.
Угорська бунда була довгою та мала велику відлогу, зверху вона прикрашалась чорним каракулем та була красиво розшита.
Закарпатські бунди виготовлялись з овчини. В угорському державному архіві були знайдені матеріали про ціни кушнірських виробів ужгородських, березьких та угочанських кушнірських цехів. Опис угорської бунди 1840 року: бунда була білою з 4 коричневими поздовжніми ременями, рукави були неповністю прошитими. Ззаду була пришита спинка і спереду дві пілки з білого каракуля. Ґудзиків бунда не мала, а зав'язувалась двома ремінцями. Вишивка на угорських бундах з'явилася наприкінці XIX ст. та була виключно шовковими жовтими нитками, через що такі бунди називались жовтими. Бунди оздоблювались також хутром з ангори, а спереду і ззаду пришивали хутро з ніжок барана. Бунди були одягом заможного населення. У русинів Дебрецена жовта бунда збереглася найдовше.
З виникненням червоних святкових бунд, білі втратили своє значення. Червоні бунди виготовляли з шкіри фарбованої в червоний колір. Червоні бунди оздоблювалися зеленими ремінцями та зеленими тороками на стані. Всього на такій бунді було шість поздовжніх ременів. Призначення цих ременів було прикривати зшиті частини шкір. Такі шви були більше чи менше оздоблені вишивкою та були декоративними. Вгорі така бунда защіпалась на шкіряний ґудзик та мала напівкруглий комір. Таку бунду називали дебреценською. Хутро на бунду брали білого або чорного кольору. Вишивка дебреценських бунд була в зелених барвах, мотиви вишивки були одноманітні та вишиті шовковими нитками зеленого кольору. Такі бунди були вишиті рослинними мотивами, а саме тюльпанами, трояндами, пелюстками, а найчастіше «очима пави».
Наприкінці XIX ст. бунди на Закарпатті починали зникати. Натомість замість вишитих бунд з'явилися в народному одязі закарпатців, бунди оздоблені вишивкою та аплікацією з сукна та сап'яну, а ще пізніше зникла і сама вишивка.

## Посилання

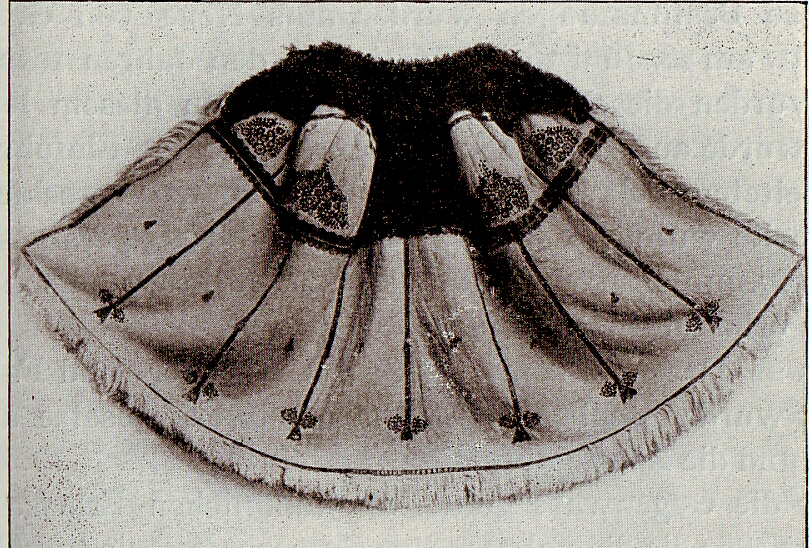
Бунда з Семигороддя 1900
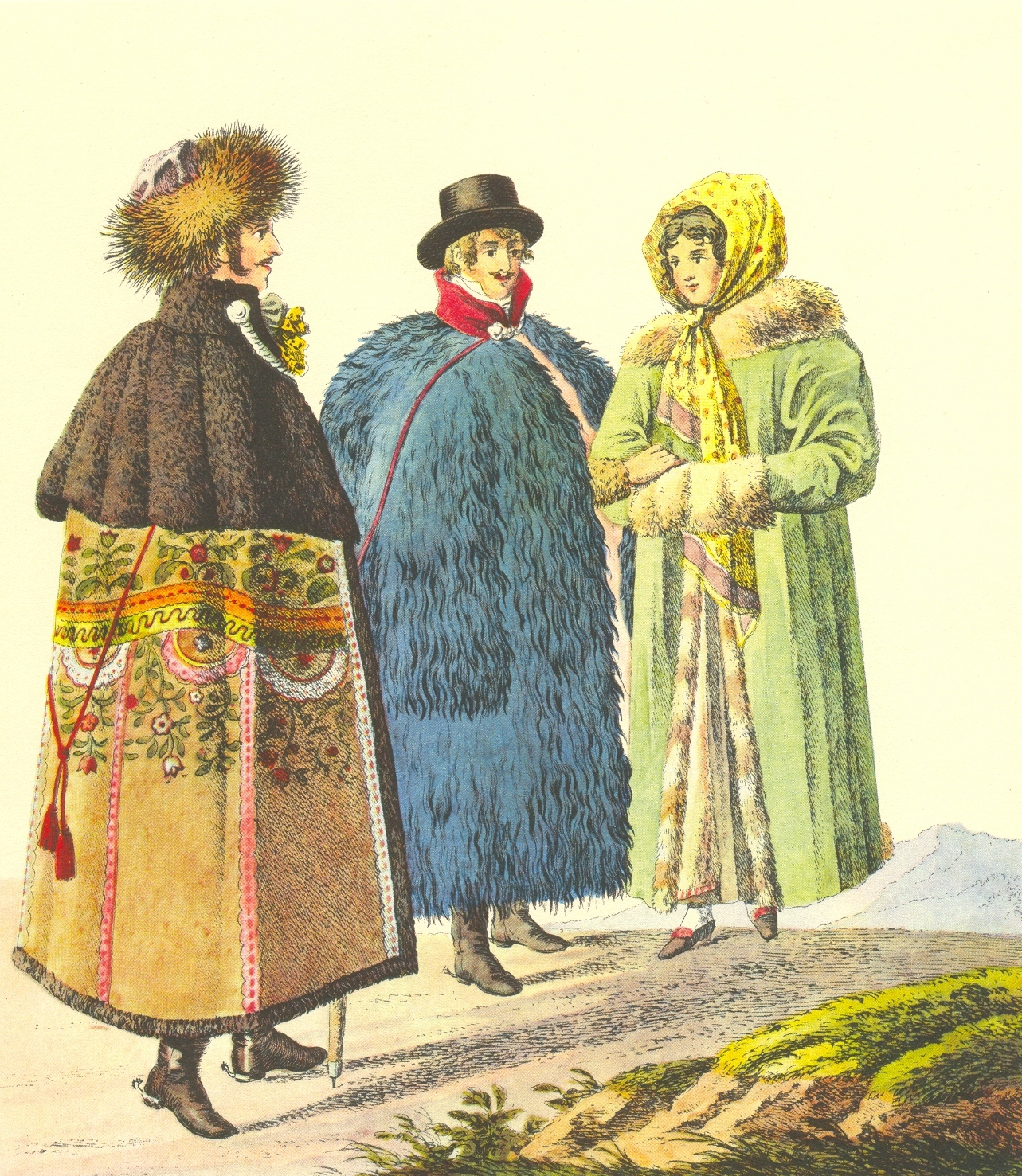
Угорська бунда (зліва) 1816